# La Gallega (Burgos)
La Gallega es una villa y un municipio de la provincia de Burgos, comunidad autónoma de Castilla y León (España), comarca de Sierra de la Demanda, partido judicial de Salas de los Infantes, cabecera del ayuntamiento de su nombre.
Sus habitantes y naturales reciben la denominación de galleganos.

## Geografía
Integrado en la comarca de La Demanda y Pinares, se sitúa a 70 kilómetros de Burgos. 
El relieve del municipio es montuoso y boscoso, suavizado por el curso del río Lobos. La altitud oscila entre los 1180 metros al sureste, en el límite con Espejón, y los 1070 metros a orillas del río Lobos. El pueblo se alza a 1111 metros sobre el nivel del mar. 
| Noroeste: Pinilla de los Barruecos                   | Norte: Cabezón de la Sierra | Nordeste: Rabanera del Pinar |
| Oeste: Pinilla de los Barruecos                      |                             | Este: Rabanera del Pinar     |
| Suroeste: Pinilla de los Barruecos y Espejón (Soria) | Sur: Espejón (Soria)        | Sureste: Rabanera del Pinar  |

### Comunicaciones

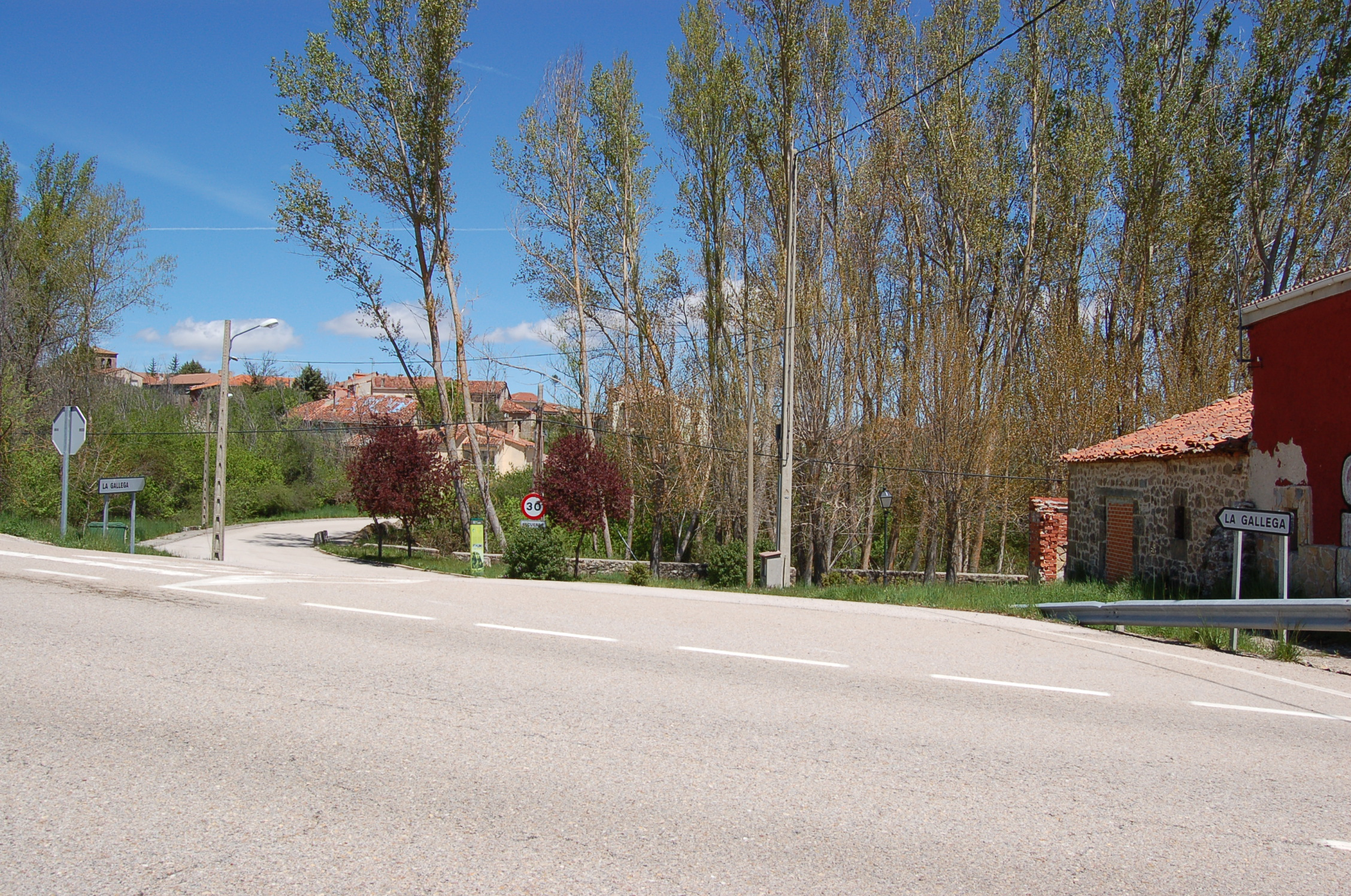
Acceso desde la N-234.

El término municipal está travesado por la carretera nacional N-234, entre los pK 422 y 425, además de por la carretera provincial  BU-925 , que se dirige hacia Huerta del Rey.   

## Demografía
La Gallega cuenta con una población de 39 habitantes (INE 2024).
| Gráfica de evolución demográfica de La Gallega entre 1842 y 2021                                                    |
| |
| Población de derecho según los censos de población del INE Población de hecho según los censos de población del INE |

- Vecinos: 74 (1753),[4] 88 (1770).[5]
- Habitantes (datos INE): 439 (1857), 457 (1860), 454 (1877), 426 (1887), 413 (1897), 413 (1900), 439 (1910), 389 (1920), 317 (1930), 303 (1940), 269 (1950), 210 (1960), 147 (1970), 127 (1981), 94 (1991), 93 (2001), 72 (2007), 75 (2008), 72 (2009),67 (2010), 73 (2011), 65 (2012), 61 (2013), 60 (2014), 54 (2015), 53 (2016), 49 (2017), 45 (2018).
- Hogares (datos INE): 72 (1842), 117 (1857), 114 (1860), 139 (1877) 132 (1887), 119 (1897), 118 (1900), 123 (1910), 104 (1920), 84 (1930), 73 (1940), 68 (1950), 57 (1960), 38 (1970), 36 (1981), 35 (1991), 37 (2001).

Alcanzó el máximo poblacional en 1860 con 457 habitantes (repartidos en 114 hogares) y el mayor número de hogares en 1877 con 139 (454 habitantes).
En el Nuevo nomenclátor... (1876), La Gallega contaba con 126 edificios habitados constantemente, 4 
temporalmente y 96 inhabitados (74 de un único piso, 146 de dos pisos y 6 de tres o más). Contaba con 26 edificios, viviendas y albergues aislados. El pueblo contaba con 457 habitantes.
El medio rural español fue capaz de proporcionar nuevos habitantes a las ciudades españolas entre 1950 y 1980. Actualmente, el medio urbano no es capaz de dispensar al medio rural los habitantes que hagan que la población deje de descender. Paralelamente a este fenómeno, la población urbana, la de las ciudades, envejece y no tiene garantizado el reemplazo generacional. El futuro del medio rural pasa por la reactivación de la natalidad en todo el país. Una tasa de fecundidad de 2,2 hijos por mujer o superior es la que garantiza el reemplazo generacional y los efectos positivos de este hecho sobre la economía.

## Administración y política
| Periodo   | Nombre                     | Partido |
| --------- | -------------------------- | ------- |
| 1979-1983 | Severiano Gómez Palomero   | AE      |
| 1983-1987 | Juan Antonio Gonzalo Peñas | AE      |
| 1987-1991 | Julio Pérez Moreno         | PSOE    |
| 1991-1995 | Juan Peñas Andrés          | PP      |
| 1995-1999 | Juan Peñas Andrés          | PP      |
| 1999-2003 | Juan Peñas Andrés          | PP      |
| 2003-2007 | Juan Peñas Andrés          | PP      |
| 2007-2011 | Francisco Peñas Andrés     | PP      |
| 2011-2015 | Francisco Peñas Andrés     | PP      |
| 2015-2019 | Francisco Peñas Andrés     | PP      |
| 2019-2023 | Francisco Peñas Andrés     | PP      |
| 2023-act. | Francisco Peñas Andrés     | PP      |

## Economía
Este pueblo se dedica a la explotación forestal y la ganadería, principalmente. Cuenta con potencialidades turísticas: el Camino de Santiago de Soria, también llamado Castellano-Aragonés, pasa por la localidad. Además, cuenta con una arquitectura tradicional bastante bien conservada.
En 1960, La Gallega empleaba 1'88 km² de su término a cultivo. Entre 1962 y 1972, el número de explotaciones agrarias en el municipio pasó de 58 a 36.
En 2013, el Ayuntamiento de La Gallega, con otros cinco ayuntamientos de la comarca, creó el Coto Micológico Pinares Sur de Burgos.

## Historia

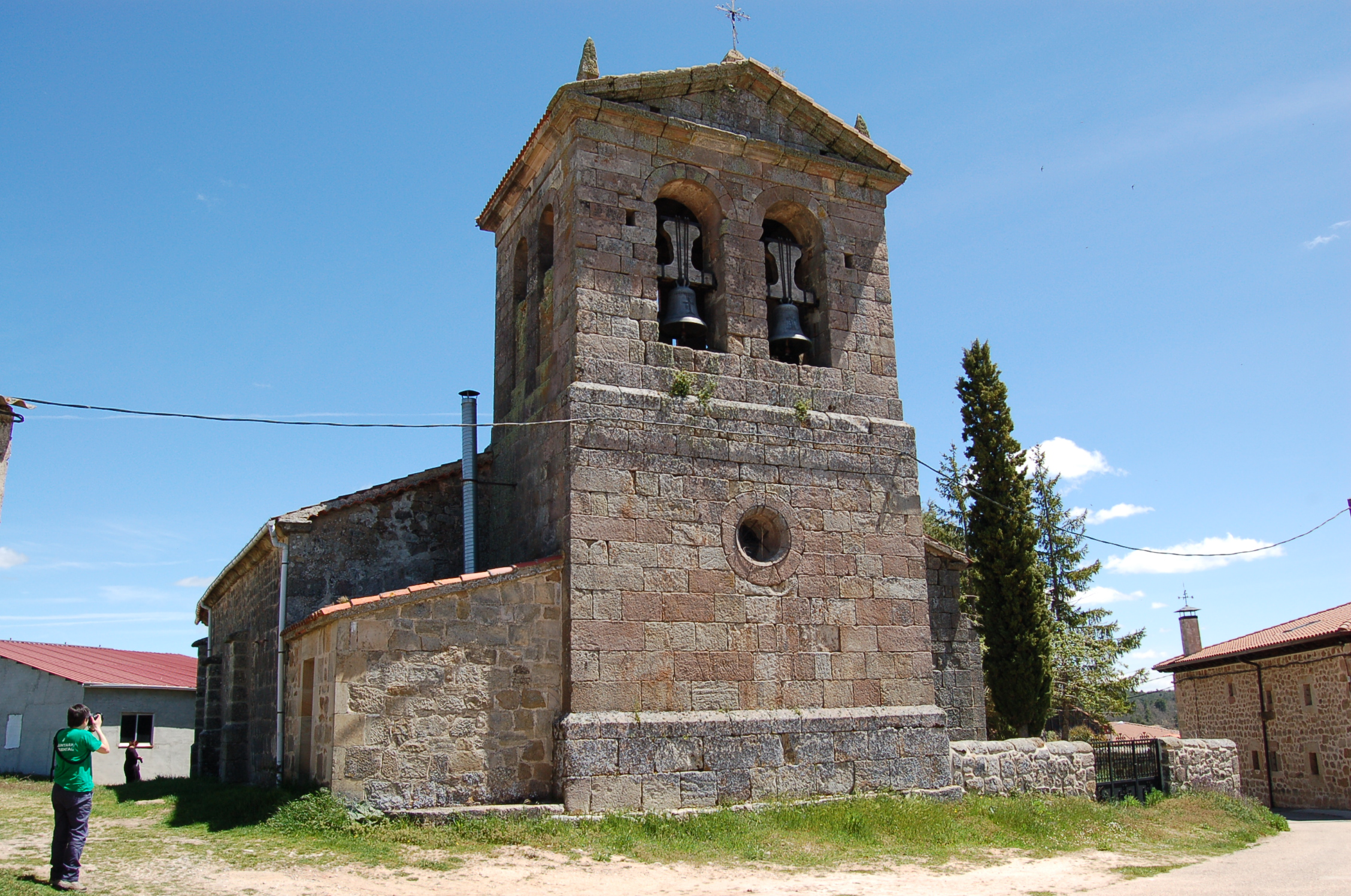
Iglesia.

### Edad Media
En 1044, la localidad de Salgüero, muy cercana a La Gallega, era propiedad del magnate Laín González. Posteriormente, en 1173, el caballero García de Pinilla cedió a Arlanza la villa de Salgüero a cambio de cierta cantidad de dinero y una heredad.
La localidad de La Gallega apareció en los cartularios bastante tarde, en 1211, al documentarse una alberguería de nombre El Galego. 
Y pocos años después, en 1217, se documentó el hospital de San Miguel de Gallego (Sancti Micaelis de Galleco) en el Camino Soriano-Aragonés, ruta jacobea de Zaragoza a Santiago de Compostela por Soria, Silos y Burgos. Posteriormente, en 1225, los abades de Silos y Arlanza determinaron los límites de los dominios y los pastos que poseían en territorio de La Gallega y de Pinilla de los Barruecos.
Años antes, el 9 de mayo de 1175, el caballero Antolín Pérez y su mujer Alda recibieron del rey Alfonso VIII la granja de Peña Aguda y su territorio. Posteriormente, hicieron donación a la abadía de Santo Domingo de Silos de la granja de Peña Aguda, "una crecida hacienda, la cual dio este monasterio a censo perpetuo por veinte y quatro florines de oro al conçejo del lugar de La Gallega" (Historia milagrosa de Santo Domingo de Silos, del P. Gaspar Ruiz).
El 27 de mayo de 1285, Sancho IV concedió por carta plomada al Concejo de Burgos los derechos de las caloñas, portazgos, yantares, marzadga, que tenía el rey como señor de Lara en La Gallega, Lara, Barbadillo del Mercado y Valdelaguna, a cambio de 500 maravedíes de moneda nueva (siete sueldos y medio el maravedí) anuales, la mitad por San Miguel y la otra mitad por San Martín. En el documento, editado en la Colección diplomática del concejo de Burgos, se establecía, so pena de 1000 maravedíes, la prohibición de embargar o de controlar la totalidad o parte de los impuestos cedidos al Concejo burgalés, así como de entrar merino u otro agente de un señor contra su voluntad, sino únicamente el elegido por ellos. Por un documento de 24 de abril de 1338, sabemos que el abad de Silos y su homólogo de San Pedro de Cardeña llegaron ese día a la abadía de Arlanza para tomar cuenta de este. La renta perteneciente al monasterio arlantino por La Gallega era de 24 maravedíes. Por entonces, la tenencia de la casa de Peña Aguda correspondía a Juan Pérez, "por servicio que fizo al monasterio; solía rentar... 100 maravedís".
En 1346, Juan Pérez y su esposa Doña Juana, habitantes de Silos, declararon que poseían a título de a foro a vita la localidad de Peña Aguda, del monasterio de Silos, y la casa de Salgüero, de San Pedro de Arlanza.
El 2 de abril de 1388, los abades de Silos y Arlanza llegaron a un compromiso sobre los pastos del límite entre Peñaguda y La Gallega, poblaciones a la sazón pertenecientes a los dos monasterios, en el claustro silense delante de la puerta del capítulo. Los árbitros nombrados por las dos partes fueron el vicario de Clunia Ramos Pérez, el vecino de Hontoria Andrés Pérez y Juan Ferrández. La sentencia definitiva, de 4 de septiembre del mismo año, fijó los límites de ambas posesiones monacales y defendieron a los habitantes de cada una de ellas de la penetración en tierras de la otra de un morador de la localidad vecina. Años antes, en 1352, el pueblo aparece en Becerro de las behetrías de Castilla como La Galega, en la merindad de Santo Domingo de Silos. El pueblo fue en la Baja Edad Media de señorío del abad de San Pedro de Arlanza. 
En 1491, a finales del siglo XV, un carretero de La Gallega (Juan Tejedor) transportó lanas desde Mazarete, Selas y Aragoncillo, en el señorío de Molina, hasta Burgos. El contrato para el transporte de las lanas se formalizó el 9 de septiembre de 1491. Esto prueba que ya existía carretería en la comarca antes de la creación de la Real Cabaña de Carreteros.

### Edad Moderna
A principios del siglo XVI, la revolución comunera prendió en Castilla y entre sus partidarios estuvo un vecino de la localidad, que figuró en entre los exceptuados del Perdón Real de Carlos I (1522) con el nombre de Miguel de La Gallega.
En marzo de 1551, el pueblo de La Gallega solicitó una corta de pinos en término de Pinilla y que su ganado pudiera pastar en territorio pinillense. Pinilla se negó a la pretensión de La Gallega y se suscitó pleito ante la Chancillería de Valladolid. Como árbitro, los tribunales escogieron a un vecino de Cabezón, buen conocedor de los términos, necesidades y derechos de los dos pueblos.
En el Censo de Vecindarios de la Corona de Castilla  realizado en 1591 se denominaba del mismo modo y pertenecía al Partido de los Arauces, incluida en la Burgos. El partido contaba con 876 vecinos pecheros.
Más tarde, ya en los siglos XVIII y principios del XIX, la villa era señorío del Duque de Veragua, así figura como villa perteneciente a la Jurisdicción de Los Arauzos, de señorío, en el partido de Aranda de Duero,  con alcalde ordinario de señorío.
El pueblo formó, con otros pueblos, parte de la jurisdicción de los Arauzos en los siglos XVI, XVII y XVIII, al menos. 
En La Gallega, siendo el año 1612, el vecino de El Burgo de Osma Pedro de Cicarte, arquitecto, ensamblador y entallador, realizó el altar mayor de la iglesia, del que queda la Virgen Asunta. Ese mismo año de 1612, Tomás Ruiz Quintana recibió el encargo de realizar la policromía del retablo.
En la primera mitad del siglo XVIII, el abastecimiento de medicinas al pueblo de La Gallega se hacía desde la botica del monasterio de Silos.
A mediados del siglo XVIII, el Catastro de la Ensenada decía que era villa, según la primera respuesta, y localidad de realengo, según la segunda. Los vecinos de La Gallega contestaron la pregunta 21 del catastro de la Ensenada como sigue: "... este pueblo consta de setenta y cuatro vecinos, incluyendo las viudas que componen un vecino entre dos y que todos viven dentro de la población...". Según el mismo catastro, el pueblo contaba con 113 casas (de éstas, tres arruinadas), 48 pajares (tres de ellos en ruinas) y cinco corrales.
El gobierno de la localidad correspondía, a mediados del siglo XVIII cuando se realizaba el Catastro de la Ensenada, a los alcaldes Pedro Juez Arranz y Juan de las Peñas Juez.
En toda la Sierra, y también la de La Gallega, se han vivido conflictos con las poblaciones próximas por los límites de pastos y pinares, cuando no por su uso. Algunos de estos conflictos en los que se ve envuelto el pueblo están recogidos por T. Moral en su libro Pinilla de los Barruecos (Burgos, 1975). Así, en 1779, Bartolomé de la Peña, vecino que había sido de La Gallega, pero establecido en Pinilla, edificó una tenada en el pago del Cristino, propiedad de La Gallega, "como recompensa de lo que ésta (Pinilla) tiene cedido en el lugar denominado Cabezota". La Chancillería de Valladolid resolvió el conflicto obligando a los de Pinilla a construir otra tenada en el lugar de la Solana para los de La Gallega y prohibiendo a Bartolomé de la Peña nuevas edificaciones.
A finales del siglo XVIII, los señores de La Gallega, los Duques de Veragua, que también poseían San Leonardo, vivían casi siempre en las Américas. Los duques dejaron derruir el castillo sanleonardés, que tanto había ennoblecido la villa en la que estaba.

### Edad Contemporánea
A la muerte de Fernando VII (1833), el conflicto sucesorio entre isabelinos y carlistas acabó en la Primera Guerra Carlista (1833-1840), que tuvo combates importantes en la comarca, entre ellos alguno en La Gallega.
En 1831, el Diccionario geográfico universal... describía así la licalidad: 
"Villa secular, provincia y a 11 leguas S.S.E. de Burgos, partido y a 9 1/4 N.E. de Aranda de Duero, jurisdicción de los Arauzos, obispado de Osma. Alcalde O. Población 460 habitantes, incluidos los de la aldea de Revilla. Situada a 1 legua de Rabanera de la Sierra, en terreno llano y despejado, en camino que desde Barbadillo dirige a San Leonardo y a Soria, a la orilla occidental de Río Rejas (sic). Su término tiene buenas aguas, y produce trigo, centeno, titos, yeros, algarrobas y leña. Industria: carretería".
Años más tarde, en 1883, de acuerdo con la información del diccionario geográfico de Pablo Riera, la institución educativa se costeaba con fondos municipales. 
A mediados del siglo XIX, según P. Madoz, La Gallega tenía 120 casas, incluida la consistorial, y una escuela de primeras letras frecuentada por 20 niños, cuyo maestro disfrutaba de una dotación de 14 fanegas de comuña. Ejercía de cirujano Rafael Villarreal en 1858. 
Años más tarde, en 1883, de acuerdo con la información del diccionario geográfico de Pablo Riera, la institución educativa se costeaba con fondos municipales. 
La localidad se dedicó, mientras existió la carretería, a la fabricación de carretas, muchas veces muy lejos del pueblo (Torrelaguna, en Madrid, etc.). Por un estudio de Francisco Martín Baonza, sabemos que, en 1860, el gallegano Carlos Juez comenzó a trabajar en Bustarviejo y "en la misma fecha, otros carreteros procedentes de la misma zona burgalesa se establecieron en varios pueblos de la sierra madrileña, como Miraflores, Guadalix, El Molar, Pedrezuela, Buitrago, Torrelaguna, Colmenar Viejo, Becerril y algunos más".
En 1871, el pueblo de La Gallega compró, próximo ya al límite con Cabezón, Cerrito el Serbal. La Gallega terminó el siglo XIX como hoy la conocemos en el aspecto urbanístico (calles irregulares) y un número crecido de edificios: 226 (viviendas familiares, corrales, tenadas, etc.). Ejercía de maestro de primeras letras en el pueblo Don Félix Alcalde Castillo, que se jubiló en 1906. El siglo XX comenzó en el pueblo ejerciendo el cargo de alcalde, en 1901, Galo Barguilla.
El escritor Pío Baroja situó en un ventorrillo entre Salas y Huerta (es más que probable que se tratara de la Venta del Espino) el nacimiento del guerrillero Juan Bustos "El Brigante", protagonista de la novela El Escuadrón del Brigante (1913) ambientada de la Guerra de la Independencia (1808-1814). En este sentido, Baroja dejó escrito: "Había tenido, hasta echarse al monte, un ventorrillo, en la calzada que va de Salas de los Infantes a Huerta del Rey".
Durante el siglo XIX, tres galleganos fueron alumnos del Real Colegio de Medicina y Cirugía de San Carlos, de Madrid. Fueron Ventura Benito Escribano, cirujano de segunda, en 1825; Alejo Escribano Peñas, cirujano de segunda colegial, entre 1817 y 1826;  y Ruperto Miguel Escribano, cirujano de tercera, entre 1841 y 1846. Entre 1843 y 1846, el gallegano Cándido Benito López (1826) era alumno de la Facultad de Teología de la Universidad Central de Madrid, fue ordenado presbítero el 15 de mayo de 1851 y ejerció de párroco en Quintanarraya. El primer director del Boletín Eclesiástico de Osma, el sacerdote Don Miguel Andrés Aparicio (1812-1860), era natural de La Gallega.
Según un estudio reciente de José Luis Gómez Urdáñez, el afrancesado Andrés Muriel, historiador del rey Carlos IV y catedrático de la Universidad de Santa Catalina, en El Burgo de Osma, nació en Abejar en 1776 y falleció en La Gallega en 1845 tras años de exilio en París (lugar que varios trabajos dan como el de su fallecimiento).
A principios del siglo XX, muchos galleganos y galleganas emigraron a las ciudades de todo el país y a ciertos países extranjeros: Argentina, singularmente. 
Han ejercido el cargo de secretario: Antonio Llorente (1901 y 1913).

#### Segunda República
En 1934, los Ayuntamientos de Huerta de Rey, Arauzo de Miel, Mamolar, Pinilla de los Barruecos, La Gallega, Rabanera y Hontoria del Pinar solicitan que se verifiquen las liquidaciones del 20% de propios y 10% de aprovechamientos forestales al finalizar el plan decenal.
Durante esta etapa de la historia el posicionamiento político de este pueblo siempre fue claro y sin muchas variaciones; fue una constante. La opción mayoritaria en La Gallega entre todas las ideologías que se expresaban en diversas opciones políticas fue siempre favorable a las opciones republicano-progresistas y de izquierdas. 
| Elecciones 1933-11-19 | Candidatura Agraria de Unión Central de Derechas | Coalición Católico-Agraria burgalesa | Candidatura de la República (gubernamental) | Conjunción Republicano-Socialista | Candidatura Católico-Agraria | Candidatura Republicana conservadora | Acción Rural | Comunistas | Derecha | Izquierda |        |
| .                     | 46                                               | 13                                   | 70                                          | 70                                | 6                            | 15                                   | 40           | 4          | 105     | 159       |        |
| Elecciones 1936-02-16 | Frente contrarrevolucionario de derechas         | Frente Popular                       | Agraristas                                  | Partido Radical                   | .                            | .                                    | .            | .          | Derecha | Izquierda | Centro |
| .                     | 59                                               | 324                                  | 49                                          | 32                                | .                            | .                                    | .            | .          | 148     | 324       | 32     |

Recientemente, los historiadores Manuel Álvarez Tardío y Roberto Villa han probado que las elecciones de febrero de 1936 fueron un fraude por la manipulación de actas electorales por parte de las izquierdas en multitud de localidades de todo el país. De los resultados electorales en La Gallega, procedentes de las actas de las elecciones de 1936 (publicadas por Luis Palacios Bañuelos), se desprende que el número de votos oficialmente emitidos en la localidad fue superior al de los electores de la misma.

#### De 1940 a nuestros días
En 1971, La Gallega fue una de las dos localidades en las que se rodó el western paródico Las petroleras, que tuvo como protagonistas a Claudia Cardinale (Marie) y Brigitte Bardot (Louise).

## Cultura

### Fiestas y costumbres
- El primero de mayo, los mozos cortan un pino en la montaña, lo bajan al pueblo y se pinga el mayo al modo tradicional.
- Romería de Peñaguda se celebra el último sábado de mayo.

El pueblo burgalés de La Gallega celebra el último sábado de mayo, su Romería de la Virgen de Peñaguda.  
Uno de los actos que se realiza es la salida, a las 12:30 horas de la mañana, desde el pueblo hasta el pinar ‘Monte de Peña Aguda’ para celebrar la misa en la pequeña ermita donde, a posteriori, se llevará a cabo un vino español. Allí, en el paraje serrano, los vecinos de La Gallega disfrutan todos los años de una comida en familia. 
Los actos programados para el sábado por la tarde son, en primer lugar el rosario y, después la procesión por las calles del pueblo.
Lo que si podrán disfrutar los vecinos de La Gallega es de la actuación del grupo flamenco en el salón del ayuntamiento a las siete y media de la tarde. Por supuesto, la celebración culminará con una cena de confraternización a las diez de la noche con caldereta popular.
A principios del siglo XX, en 1902 o antes, el folklorista y músico Federico Olmeda recogió alguna canción en La Gallega para su Cancionero popular de Burgos, premiado en los juegos florales burgaleses y editado un año después.
La celebridad que alcanzaron los sastres galleganos en toda la comarca serrana ha hecho que la localidad sea conocida como "el pueblo de los sastres" (para 74 vecinos (unidades familiares) a mediados a mediados del siglo XVIII, la localidad tenía más de una treintena de sastres).
Su patrimonio lingüístico está compuesto por muchas palabras que de no recogerse y usarse, podrían perderse. Como, por ejemplo, chospar por saltar.
Festividades que no se celebran, pero no se olvidan:
- El Reinado, como los de Hacinas, Cabezón de la Sierra y otras localidades de la comarca.

- La zamosta, por carnaval, semejante a la tarasca de Hacinas.